# Managementul timpului
Prin managementul timpului înțelegem toate măsurile pe care o persoană le poate lua pentru a-și folosi timpul cât mai eficient cu putință. Managementul timpului reprezintă modul de organizare a activităților pe care o persoană le desfășoară într-un anumit interval de timp recurgând la împărțirea exactă a timpului, acordând fiecărei activități necesarul minim pentru realizarea cu succes a acesteia. În această categorie intră sarcinile de la locul de muncă, planurile din viața socială și de familie, hobby-urile și interesele personale și alte angajamente pe care o persoană și le ia. Toate acestea trebuie raportate la caracterul finit al timpului, așadar, folosirea eficace a timpului poate oferi cuiva posibilitatea de a-și desfășura activitățile zilnice în propriul ritm. Procesul de management al timpului poate fi facilitat de o serie de abilități, mijloace și tehnici folosite pentru a gestiona timpul atunci când trebuie îndeplinite anumite sarcini, proiecte sau scopuri într-un timp limitat. Inițial, noțiunea de management al timpului se referea doar la activități legate de afaceri sau de locul de muncă, dar, în cele din urmă, termenul s-a extins și include acum și activitățile personale. Managementul timpului este, de obicei, o necesitate în managementul proiectelor, încât stabilește amploarea proiectului și timpul necesar finalizării acestuia. Este important să înțelegem că diferențele tehnice și structurale în managementul timpului există din cauza percepției diferite a timpului într-o cultură anume.
Cele mai importante teme abordate în literatura despre managementul timpului cuprind:
- Crearea unui mediu care să favorizeze eficacitatea (în ceea ce privește rentabilitatea, calitatea rezultatelor și timpul necesar completării unei sarcini),
- Stabilirea priorităților,
- Procesul de reducere a timpului acordat non-priorităților,
- Îndeplinirea scopurilor.

## Noțiuni conexe
Managementul timpului este strâns legat de următoarele noțiuni:
- Managementul proiectelor: managementul timpului este considerat o parte componentă a managementului proiectelor și este mai frecvent cunoscut sub numele de planificare și programare a proiectelor. S-a constatat că managementul timpului este una din funcțiile de bază ale managementul proiectelor[2]
- Managementul atenției se referă la gestionarea resurselor cognitive, în special a timpului pe care oamenii îl alocă propriilor gânduri pentru a desfășura anumite activități.
- Împărțirea timpului este o strategie de management a timpului care presupune alocarea unor intervale precise de timp pentru efectuarea unor sarcini specifice, cu scopul de a încuraja concentrarea profundă și productivitatea.

Managementul de timp organizațional reprezintă știința care identifică, valorifică și reduce costul timpului folosit ineficient (deci, irosit) în cadrul unei companii. Se ocupă cu identificarea, raportarea și valorificarea financiară a timpului sustenabil, a timpului irosit și a timpului efectiv în cadrul unei companii și elaborează argumente economice pentru a transforma timpul irosit în timp productiv prin finanțarea de produse, servicii, proiecte și inițiative ca profit în urma investiției. 

## Perspective culturale
Percepția fiecărei culturi asupra timpului poate afecta modul în care acesta este gestionat. De exemplu, o perspectivă liniară asupra timpului presupune faptul că timpul se scurge dintr-un moment în altul într-o manieră liniară. Această percepție predomină în America și în majoritatea țărilor nord-europene precum Germania, Elveția și Anglia. Oamenii care fac parte din aceste culturi pun mare preț pe managementul productiv al timpului și tind să evite deciziile sau acțiunile din care ar rezulta timp pierdut. Perspectiva liniară a timpului determină aceste culturi să fie monocrone, adică preferă să facă lucrurile pe rând, unul câte unul. În general, această viziune culturală duce la o mai bună concentrare pe îndeplinirea unei sarcini unice și, prin urmare, un management al timpului mai productiv.
O altă perspectivă culturală asupra timpului este perspectiva multi-activă. În culturile multi-active, majoritatea oamenilor sunt de părere că realizarea mai multor activități sau sarcini în același timp este abordarea potrivită. Acest lucru le creează un sentiment de fericire. Culturile multi-active sunt policrone, adică preferă să desfășoare mai multe activități simultan. Această perspectivă predomină în majoritatea țărilor din sudul Europei, de pildă Spania, Portugalia și Italia. Aici, oamenii au adesea tendința de a aloca mai mult timp pentru lucrurile pe care le consideră importante: de exemplu, ei acordă mare importanță încheierii discuțiilor în contexte sociale. În mediile de afaceri, ei acordă mai puțină importanță duratei întâlnirilor, concentrându-se în schimb pe calitatea ședințelor organizate. În general, punctele de interes ale acestor culturi sunt reprezentate de sinergie și de creativitate în detrimentul eficienței.
Cea de-a treia și ultima perspectivă este aceea că timpul are un caracter ciclic. În aceste culturi, timpul nu este considerat nici linear și nici legat de evenimentele care se întâmplă. Timpul este perceput drept ciclic datorită repetării periodice a succesiunii zilelor, lunilor, anilor, anotimpurilor și evenimentelor. Aici, timpul nu este considerat pierdut deoarece el va reveni întotdeauna, prin urmare el este văzut drept o resursă nelimitată. Această perspectivă ciclică este răspândită în țările din Asia, inclusiv în Japonia și China. În aceste culturi este mai important ca o sarcină să fie îndeplinită corect; prin urmare, majoritatea oamenilor vor petrece mai mult timp gândindu-se la deciziile lor și la impactul pe care acestea le vor avea înainte de a acționa. Oamenii aparținând acestor culturi înțeleg faptul că alte culturi au perspective de timp diferite și sunt conștienți de acest lucru atunci când acționează la nivel global.

## Crearea unui mediu eficient
Literatura de specialitate insistă asupra faptului că sarcinile referitoare la crearea unui mediu potrivit duc la așa-zisa eficacitate reală. Aceste strategii includ principii precum:
- "organizarea" - triajul documentelor și al sarcinilor,
- ”protejarea timpului personal", prin izolare și delegare,
- "performanța atinsă cu ajutorul managementului țelurilor și concentrarea asupra acestora" - aici, accentul cade asupra motivației
- "dezobișnuirea de obiceiuri proaste legate de timp" - derivate din probleme psihologice preexistente, de exemplu procrastinarea.

Plasarea în timp a intervalului alocat unei anumite sarcini este de asemenea importantă. De exemplu, sarcinile care necesită o concentrare profundă și multă energie mintală se îndeplinesc adesea dimineața, atunci când individul este mai odihnit. Literatura de specialitate abordează și subiectul depășirii problemelor psihologice cronice precum procrastinarea. 
Incapacitatea excesivă și cronică de a gestiona timpul în mod eficient poate fi rezultatul tulburării hiperkinetice cu deficit de atenție (ADHD) sau tulburării cu deficit de atenție (ADD). Criteriile de diagnostic includ un sentiment de nereușită (pentru copii, performanțe școlare slabe), dificultăți de organizare, dificultatea de a iniția o activitate, probleme în gestionarea mai multor activități în același timp și incapacitatea de a duce lucrurile la capăt. Daniel Amen, un psihiatru american, se concentrează asupra cortexului prefrontal, care este cea mai recentă parte a creierului uman din punct de vedere evolutiv. Cortexul prefrontal controlează, printre altele, funcțiile de atenție, stăpânirea impulsurilor, organizarea, învățarea din experiență și auto-monitorizarea. Unii autori susțin că schimbarea modului în care funcționează cortexul prefrontal este posibilă și reprezintă o soluție.

## Stabilirea priorităților și a obiectivelor
Strategiile de management al timpului sunt adesea asociate cu recomandarea de a stabili obiective personale. Literatura de specialitate insistă asupra unor teme precum:
- ”Desfășurarea activităților în ordinea importanței” - stabilirea și prioritizarea obiectivelor
- ”Stabilirea de obiective pe termen lung” - obiective care atrag după ele alte acțiuni în mod automat.[necesită citare]

Se ține evidența acestor obiective și pot fi împărțite în 3 categorii, și anume proiecte, planuri de acțiune sau simple liste de sarcini. Pentru sarcinile sau obiectivele individuale se poate realiza un clasament în funcție de importanța lor, se pot stabili termene limită și se pot atribui priorități. Acest proces are ca rezultat un plan cu o listă de sarcini, un orar, sau calendar pentru activități. Autorii recomandă planificarea zilnică, săptămânală, lunară sau pe o altă perioadă, asociată cu sfera de aplicare a planificării sau revizuirii. Acest lucru se poate realiza în mai multe moduri, după cum urmează:

### Analiza ABCD
O tehnică folosită de mult timp în managementul afacerilor este categorizarea informațiilor lungi în grupuri. Adesea aceste grupuri sunt marcate  de literele A, B, C și D - de aici și numele. Activitățile sunt clasate de aceste criterii generale:
• A - Sarcinile care sunt percepute drept urgente și importante; 
• B - Sarcinile care sunt importante, dar nu urgente; 
• C - Sarcinile care nu sunt importante, dar urgente; 
• D - Sarcinile care nu sunt importante și urgente. 
După aceea, fiecare grup este ordonat pe clase în funcție de prioritate. Pentru o prioritizare detaliată, unii oameni aleg să claseze în mod forțat itemii “B” ca fiind “A” sau “C”. Analiza ABC poate include mai mult de 3 grupuri.
Analiza ABC este combinată în mod frecvent cu analiza Pareto.

### Analiza Pareto
Vezi și: Analiza Pareto
Principiul Pareto exprimă ideea că 80% din sarcini pot fi finalizate în 20% din timpul desemnat, iar restului de 20% din sarcini le va fi necesar 80% din acel timp. Acest principiu este folosit pentru a împărți sarcinile în două. Potrivit acestei forme de analiză, se recomandă să li se acorde prioritate sarcinilor din prima categorie.
De asemenea, regula 80-20 poate fi aplicată pentru a crește productivitatea: se presupune că 80% din productivitate poate fi atinsă prin îndeplinirea a 20% din sarcini. În mod similar, 80% din rezultate pot fi atribuite celor 20 de procente din activitatea totală. Dacă productivitatea este scopul organizării timpului, atunci aceste sarcini trebuie prioritizate.

### Metoda Eisenhower

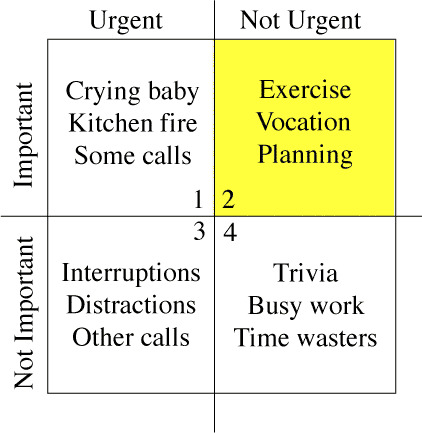
“Pătratul Eisenhower” într-un format simplu pentru a ajuta la evaluarea urgenței și importanței. Alți itemi pot fi plasați în puncte mai precise în interiorul fiecărui cadran.

Metoda Eisenhower este atribuită unui citat reprodus de Dwight D. Eisenhower: “Am două tipuri de probleme: cele urgente și cele importante. Cele urgente nu sunt importante, iar cele importante nu sunt niciodată urgente”. De observat este faptul că Eisenhower nu revendică acest citat ca fiind al lui, însă i-l atribuie unui “fost președinte al colegiului” anonim. 
Folosind Principiul Decizional Eisenhower, sarcinile sunt evaluate folosind criteriile important/neimportant și urgent/neurgent, după care sunt plasate în cadrane corespunzătoare într-o matrice Eisenhower (cunoscută și drept “Pătratul Eisenhower” sau “Matricea Decizională Eisenhower”). Sarcinile din cadrane sunt apoi gestionate după cum urmează: 
1. Important/Urgent: sarcinile sunt îndeplinite în mod imediat și personal[18], de ex. crize, termene limită, probleme.  Important/Neurgent: sarcinile au un termen limită și sunt îndeplinite în mod personal, de ex. relații, planificare, recreere.
2. Important/Neurgent: sarcinile au un termen limită și sunt îndeplinite în mod personal, de ex. relații, planificare, recreere.
3. Neimportant/Urgent: sarcinile sunt delegate, de ex. întreruperi, întâlniri, activități.
4. Neimportant/Neurgent: sarcinile sunt abandonate, de ex. Pierderea timpului, activități plăcute, trivia.

### Metoda POSEC
POSEC este un acronim pentru “Prioritizare prin Organizare, Sistematizare, Economizare și Contribuire.” Metoda dictează un șablon care evidențiază sentimentul de securitate emoțională și monetară a unui individ obișnuit. Acest lucru sugerează că prin rezolvarea problemelor personale prima dată, individul este mai bine pregătit pentru a duce la bun sfârșit responsabilitățile colective.
O ierarhie a realizării personale este inerentă în acronim. Aceasta reflectă Piramida lui Abraham Maslow.
1. Prioritizarea timpului și definirea vieții prin scopuri.
2. Organizarea lucrurilor pe care trebuie sa le îndeplinești în mod regulat pentru a fi un om de succes (familie și finanțe).
3. Sistematizarea lucrurile care nu îți fac plăcere, dar care trebuie îndeplinite (muncă și treburi ce țin de casă).
4. Economisirea lucrurilor care trebuie făcute și care îți fac plăcere, dar care nu sunt urgente (distracția și socializarea).
5. Contribuirea prin acordarea atenției puținelor lucruri rămase care au un efect asupra unor persoane sau situații (obligații sociale).

## Eliminarea non-priorităților
De asemenea, gestionarea timpului include și eliminarea sarcinilor care nu aduc niciun plus individului sau organizației.
Potrivit lui Jared Sandberg, care a colaborat cu Wall Street Journal, “listele de sarcini nu sunt soluția productivității- așa cum au fost concepute”. El raportează că aproximativ 30% dintre cei care își scriu aceste liste pierd mai mult timp organizându-le decât îndeplinind ceea ce au scris pe  hârtie.” 
Directorul software Elisabeth Hendrickson afirmă că respectarea riguroasă a listei de sarcini poate duce la crearea unei “tiranii a listei de sarcini” care te forțează “să pierzi timpul cu activități lipsite de importanță.” 
Orice formă de stres este considerată o piedică în fața învățării și vieții; chiar dacă adaptabilitatea poate fi dobândită, efectele sale sunt dăunătoare. Stresul este însă o parte inevitabilă a vieții, iar Reinhold Niebuhr sugerează că ar fi mai bine să îi ținem piept, ca și cum am avea “voința de a accepta lucrurile pe care nu le pot schimba și curajul de a schimba lucrurile ce stau în puterea mea''. 
O parte din stabilirea priorităților și obiectivelor este “îngrijorarea” și funcția sa de a ignora prezentul și de a se fixa pe un viitor ce nu va veni niciodată, fapt care duce la irosirea timpului și a energiei. Este un cost nejustificat și un aspect fals ce poate interfera cu planurile inițiale din cauza unei erori umane. Metoda Eisenhower este o strategie de depășire a sarcinilor plictisitoare, dar necesare. Grija, precum stresul, este o reacție la un ansamblu de factori înconjurători; înțelegerea acestui fapt nu face parte din prioritățile persoanei în cauză, dar o ajută să găsească posibilități de gestionare. Sportivii asociază aceasta gestionare cu intrarea în spiritul jocului.
Schimbarea este grea, iar tiparele vieții de zi cu zi sunt cele mai adânc înrădăcinate obiceiuri dintre toate. Pentru a elimina non-prioritățile în timpul studiului, se sugerează împărțirea sarcinilor, găsirea momentului potrivit, revizuirea metodei de gestionare, amânarea sarcinilor neimportante (înțelegerea faptului că relevanța și caracterul urgent al unei sarcini curente reflectă dorința persoanei și nu importanța unei sarcini), punerea în echilibru a vieții (odihnă, somn, timp liber), și profitarea de timpul mort pentru a realiza anumite activități (ascultarea înregistrărilor prelegerilor în format audio, parcurgerea prezentărilor lecțiilor în timp ce stați la coadă etc.).
Anumiți factori inutili care afectează gestionarea timpului sunt obiceiurile, lipsa unei sarcini bine definite (lipsa clarității), protejarea în exces a muncii, sentimentul de vinovăție determinat de neatingerea obiectivelor și evitarea ulterioară a sarcinilor curente, supraevaluarea importanței sarcinilor (supracalificare), concentrarea asupra unor chestiuni aparent pozitive fără a evalua legătura cu nevoile personale, sarcini care necesită sprijin și timp, interese secționate, conflicte etc. Deprinderea unui proces sistematic devine un instrument pe care oamenii îl pot folosi pentru a gestiona timpul mai bine.

## Implementarea obiectivelor

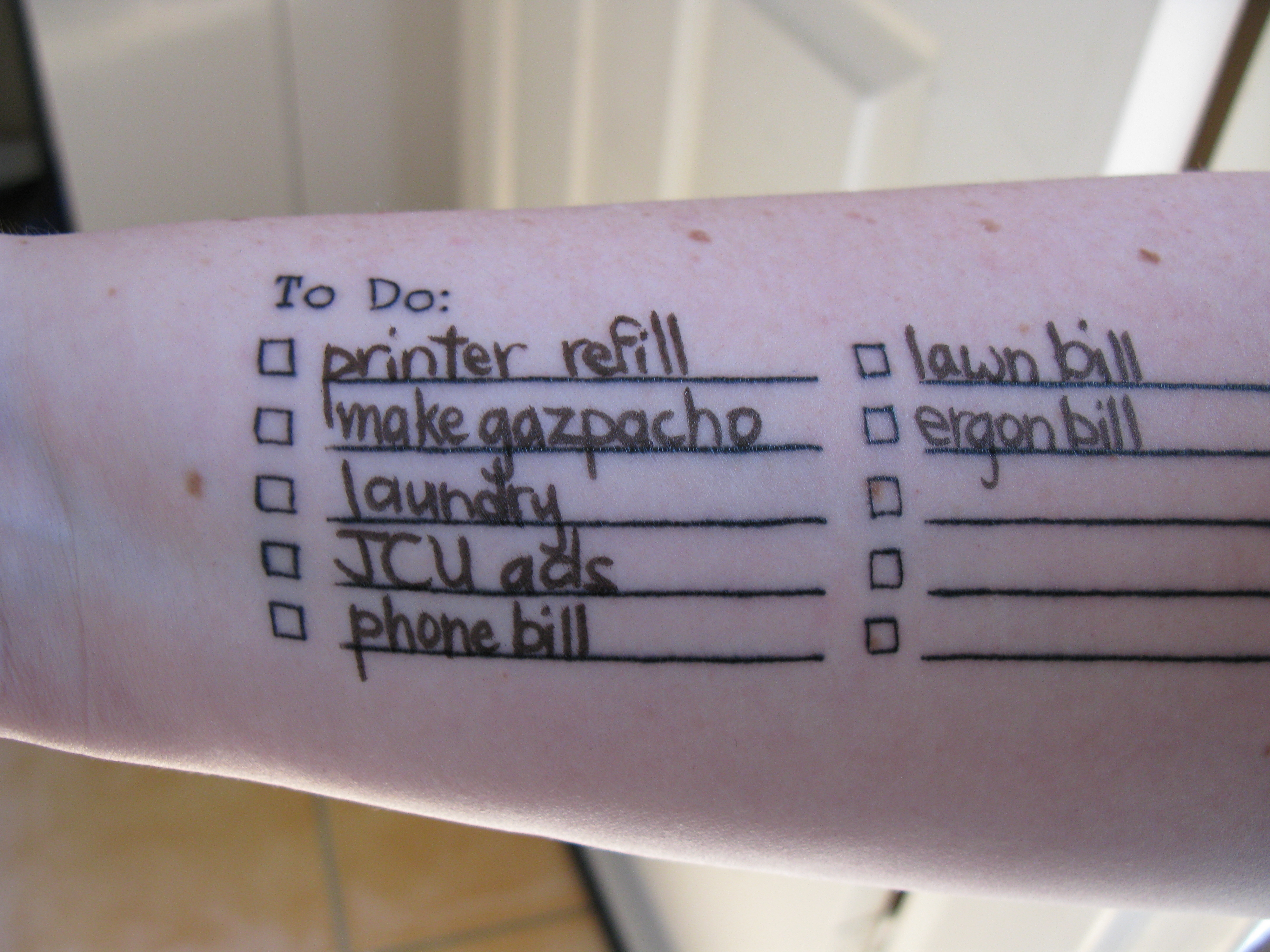
O schemă cu lucruri de făcut, care conține casete de bifare, tatuate pe antebrațul unei persoane. Unele elemente au fost evidențiate cu un pix negru.

O listă de sarcini (numită și listă de priorități sau cu „lucruri de făcut”) este o listă cu sarcini care trebuie făcute, cum ar fi treburile casnice sau pașii făcuți cu scopul de a termina un proiect. Este un instrument de gestionare care servește ca alternativă sau supliment pentru memorie.
Listele de priorități sunt folosite în automanagement, managementul unei afaceri, al unul proiect sau în dezvoltarea unui software. Pot include mai mult de o listă. 
Când unul dintre lucrurile de pe listă este dus la bun sfârșit, sarcina este bifată sau tăiată. Metoda tradițională este să scrieți aceste lucruri pe o bucată de hârtie cu un pix sau un stilou, de obicei într-un caiet de notițe sau pe o planșă. Listele de priorități pot fi, de asemenea, pe hârtie sau în format digital.
Scriitoarea Julie Morgenstern sugerează „lucruri pe care să le faci și pe care să nu le faci”, în ceea ce privește managementul timpului, care includ:
- Scrieți tot ceea ce este important, creând o listă de sarcini.
- Creați un „răstimp” pe care să îl puteți gestiona.
- Spuneți „Nu”
- Stabiliți-vă prioritățile.
- Nu renunțați la tot.
- Să nu credeți că o sarcină complicată poate fi făcută în timpul liber[27].

Acum sunt disponibile numeroase echivalente digitale, inclusiv aplicații pentru managementul informațiilor personale (MIP) și multe PDA-uri (personal digital assistant). Există, de asemenea, câteva aplicații web care includ liste de sarcini, multe dintre ele fiind gratuite.

### Organizarea listei de priorități
Listele de priorități sunt adesea ținute zilnic și sunt realizate pe niveluri. Cel mai simplu sistem de a realiza aceste niveluri include o listă generală cu lucruri de făcut (sau un fișier de menținere a sarcinii) pentru ține evidența tuturor sarcinilor pe care o persoană trebuie să le ducă la bun sfârșit și o listă zilnică cu lucruri de făcut care este creată în fiecare zi prin transferul priorităților din lista generală. O alternativă o reprezintă realizarea unei „liste cu lucrurile care nu trebuie făcute neapărat”, pentru a le evita pe cele care nu sunt necesare.
Listele de sarcini sunt, de obicei, prioritizate astfel:
- O listă zilnică cu lucruri de făcut, numerotate în ordinea importanței lor și făcute în acea ordine atât cât permite timpul într-o zi, i se atribuie specialistului Ivy Lee (1877 - 1934) ca fiind cel mai profitabil sfat primit de la Charles M. Schwab (1862 - 1939), președintele Corporației Bethlehem Steel[28][29][30].
- Unul dintre primii adepți ai prioritizării „ABC” a fost Alan Lakein, în 1973. În sistemul lui, lucrurile de la „A” erau cele mai importante („A-1” cel mai important din acel grup), „B” următorul cel mai important, iar „C” fiind cel mai puțin important.
- O modalitate specifică de a aplica metoda ABC[31] constă în atribuirea literei „A” lucrurilor care trebuie făcute într-o zi, „B” într-o săptămână, și „C” într-o lună.
- Pentru a prioritiza o listă de sarcini, trebuie, fie să înregistrați cerințele în ordinea importanței lor, fie să le atribuiți un număr după ce le ordonați („1” pentru cea mai importantă, „2” pentru următoarea etc.), lucru care indică în ce ordine să faceți sarcinile. Metoda din urmă este în general mai rapidă, pentru că face în așa fel încât prioritățile să fie înregistrare mai rapid.
- Un alt mod de a prioritiza sarcinile obligatorii (grupul A) este să le puneți pe cele mai neplăcute pe primul loc. Când ați terminat, celelalte sarcini vor părea mai ușoare. Se poate aplica aceeași idee pentru grupurile B și C, dar în loc să faceți prima cerință pe loc (care este cea mai neplăcută), vă oferă motivație să faceți celelalte lucruri de pe listă pentru a îl evita pe primul.

O abordare complet diferită care este împotriva prioritizării lucrurilor pe aceeași listă a fost propusă de autorul britanic Mark Forster în cartea sa „Do It Tomorrow and Other Secrets of Time Management”. Aceasta se bazează pe ideea folosirii listelor „închise” în locul listelor tradiționale „deschise”. El susține că listele tradiționale nesfârșite cu lucruri de făcut garantează că o parte din munca dumneavoastră va rămâne practic nefăcută. Această abordare garantează că vă veți termina toată munca, în fiecare zi, și dacă nu o puteți duce la bun sfârșit, vă va ajuta să vedeți ce faceți greșit și ce trebuie să se schimbe.
Mulți scriitori au menționat potențiale dificultăți în ceea ce privește listele cu lucruri de făcut, precum următoarele:
- Timpul de gestionare a listei poate fi mai mare decât cel al implementării ei. Acest lucru poate fi cauzat de procrastinare prin amânarea activităților plănuite. Este asemănător cu fenomenul „analysis paralysis” (paralizia prin analiză), o situație asemănătoare cu cea în care individul, din cauza faptului că se gândește prea mult la un lucru anume, amână practic luarea unei decizii, oprind în totalitate procesul de rezolvare a unei probleme. Cât despre orice activitate, există un punct în care poate scădea randamentul, în ciuda eforturilor depuse.
- Pentru a rămâne flexibil, un sistem de cerințe trebuie să permită dezastrul. O companie trebuie să fie pregătită pentru un dezastru. Chiar dacă este unul mic, dacă nimeni nu și-a făcut timp pentru această situație, dezastrul se poate răspândi și poate cauza daune companiei[33].
- Pentru a evita să rămâneți într-un tipar în care nu dați randament sistemul de sarcini ar trebui să includă, de asemenea, planuri regulate (lunare, semi-anuale și anuale) și sesiuni de evaluare a sistemului, pentru a elimina deficiențele și pentru a vă asigura că vă îndreptați în direcția pe care chiar v-o doriți[34].
- Dacă o parte a timpului nu este dedicată regulat atingerii scopurilor pe termen lung, individul ar putea rămâne blocat într-un tipar perpetuu de așteptare pentru planurile pe termen scurt, de pildă, va petrece mai mult timp realizând o sarcină anume decât plănuise inițial.

### Aplicații software
Multe companii folosesc un software de monitorizare a timpului pentru a măsura care este timpul de lucru al angajaților, orele facturabile, etc, de exemplu software de gestionare a practicii juridice.
Multe produse software pentru gestionarea timpului pot include mai mulți utilizatori. Ele permit persoanei să atribuie sarcini altor utilizatori și folosesc software-ul pentru a comunica.
Aplicațiile pentru liste de cerințe ar putea fi gândite ca un simplu manager de informații personale sau ca un software pentru managementul proiectelor.
Aplicațiile moderne pentru listele de priorități pot avea o ierarhie a acestora integrată (cerințele sunt constituite din subpuncte care la rândul lor pot conține alte subpuncte), să conțină metode multiple de a filtra și ordona lista de cerințe, și ar putea să permită individului să asocieze note lungi după bunul plac pentru fiecare cerință.
În contrast cu conceptul de a permite persoanei să folosească metode multiple de filtrare, cel puțin un produs software au în plus o funcție care permite software-ului să determine activ cele mai potrivite sarcini la un moment dat.

### Sisteme de management al timpului
Sistemele de management al timpului includ deseori un ceas sau o aplicație web folosite pentru a monitoriza orele de muncă ale angajaților. Aceste sisteme le oferă angajatorilor perspective asupra forței de muncă, permițându-le astfel să vadă, să plănuiască și să conducă timpul angajaților. Astfel, angajatorii pot să gestioneze costurile forței de muncă și să crească productivitatea. Un sistem de gestionare a timpului automatizează procesul, lucru care elimină formalitățile inutile și sarcinile monotone.

### GTD (Realizarea lucrurilor)
Metoda GTD a fost creată de David Allen. Ideea de bază din spatele acestei metode este de a termina toate cerințele mici imediat și de a împărți o cerință mare în sarcini mai mici pentru a fi duse la bun sfârșit cât mai repede. Motivul este de a evita supraîncărcarea cu informații sau „înghețarea creierului”, lucru care ar putea să apară când există sute de cerințe. Raționamentul din spatele metodei GTD este să încurajeze utilizatorul să își pună sarcinile pe hârtie și să le organizeze cât mai repede cu putință, pentru a fi ușor de folosit și de vizualizat.

### Pomodoro
„Tehnica Pomodoro” a lui Francesco Cirillo a fost concepută inițial la sfârșitul anilor 1980, și prelucrată treptat până când a fost definitivată în 1992. Tehnica este omonimul unui cronometru de bucătărie în formă de „Pomodoro” (termenul în italiană pentru roșie) folosit de Cirillo în timpul studenției. Această tehnică este descrisă ca fiind modalitatea fundamentală de măsurare a timpului și este definită în mod tradițional ca având 30 de minute, fiind constituită din 25 de minute de muncă și 5 minute de pauză. Cirillo recomandă, de asemenea, o pauză mai lungă, de 15 până la 30 de minute după patru Pomodoros. Prin experimente care implicau diverse grupuri de muncitori și activități de mentorat, Cirillo a determinat „Pomodoro-ul” ideal ca având 20-30 de minute.

## Lecturi externe
- Allen, David (2001). Getting things done: the Art of Stress-Free Productivity. New York: Viking. ISBN 978-0-670-88906-8.
- Fiore, Neil A (2006). The Now Habit: A Strategic Program for Overcoming Procrastination and Enjoying Guilt- Free Play. New York: Penguin Group. ISBN 978-1-58542-552-5.
- Le Blanc, Raymond (2008). Achieving Objectives Made Easy! Practical goal setting tools & proven time management techniques. Maarheeze: Cranendonck Coaching. ISBN 978-90-79397-03-7.
- Secunda, Al (1999). The 15 second principle : short, simple steps to achieving long-term goals. New York: New York : Berkley Books. p. 157. ISBN 0-425-16505-1.
- Managementul timpului - strategii, metode, instrumente online